# Cakaudrove (tỉnh)
Cakaudrove là một trong 14 tỉnh của Fiji, là một trong ba tỉnh ở miền bắc của đảo Vanua Levu, và gồm cả các hòn đảo nhỏ lân cận là Taveuni, Đảo Rabi, Kioa, và một số đảo khác thuộc Nhóm đảo Vanua Levu. Tổng diện tích của tỉnh là 2.816 km², dân số là 49.344 theo thống kê năm 2007, là tỉnh ít dân thứ 6 cả nước. Đô thị chính duy nhất là Savusavu, với dân số 4.962 năm 1996.